# جورج دبليو. جاك
جورج دبليو. جاك (بالإنجليزية: George W. Jack)‏ هو محامي وقاضي أمريكي، ولد في 1 نوفمبر 1875 في نتشتوشس في الولايات المتحدة، وتوفي في 15 مارس 1924 في شريفبورت في الولايات المتحدة.